# Jo Hyeon-woo
Jo Hyeon-woo (25 de setembre de 1991, Seül, Corea del Sud) és un futbolista sud-coreà que juga al Daegu FC de la K League 1. És internacional absolut amb la selecció de futbol de Corea del Sud.
Jo Hyeon-Woo

## Internacional

### Participacions en la Copa del Món
| Mundial                        | Seu    | Resultat     | Partits | Goles |
| ------------------------------ | ------ | ------------ | ------- | ----- |
| Copa del Món de Futbol de 2018 | Rússia | Primera fase | 3       | 0     |

### Participacions en copes asiàtiques
| Campionat                                | Seu  | Resultat | Partits | Gols |
| ---------------------------------------- | ---- | -------- | ------- | ---- |
| Campionat de Futbol de l'Est d'Àsia 2017 | Japó | Campió   | 2       | 0    |

## Clubs
| Club     | País | Any          | Partits | Gols |
| -------- | ---- | ------------ | ------- | ---- |
| Daegu FC |      | Des del 2013 | 143     | 0    |

## Premis individuals
| Premi                                                             | Any  |
| ----------------------------------------------------------------- | ---- |
| Millor porter al Campionat de Futbol de l'Est d'Àsia 2017         | 2017 |
| Millor jugador del partit Corea del Sud-Alemanya del Mundial 2018 | 2018 |